# Via delle Alpi
La Via delle Alpi è una strada romana della Gallia, che collega Valentia (Valence) a Monginevro attraverso le città Die, Luc-en-Diois, Colle di Cabre, Gap e Briançon.

## Il percorso della Via delle Alpi
Partendo dalla Gallia e arrivando fino in Italia, il punto di inizio della Via delle Alpi si trova a Valence, sull'incrocio del grande asse stradale del Rodano, la Via Agrippa.
Il percorso attraversa la pianura di Valence e prosegue per la gola del fiume Drôme, tra il massiccio del Vercors e le Alpi meridionali.
La Via continua a seguire la Drôme, proseguendo ai piedi del massiccio del Dévoluy, lungo il Petit Buëch. Si unisce alla valle della Durance, dopo aver seguito il limite meridionale del massiccio degli Écrins.
La Via segue il fiume fino al passo del Monginevro, dove attraversa le Alpi per raggiungere Susa, in Italia.
La Via delle Alpi è attestata da tre antiche carte stradali:
- La Tabula Peutingeriana;
- L'Itinerarium Antonini;
- L'Itinerarium Burdigalense, un itinerario cristiano da Bordeaux a Gerusalemme, che risulta più preciso dei primi due, correggendoli e includendo alcuni dettagli aggiuntivi.

## Le tappe della Via delle Alpi
- Dipartimento della Drôme
  - Valentia / Valence. Fu una colonia fondata nel I° secolo a.C., circondata da un bastione di cui restano solo pochi ruderi. Nella città erano presenti un odeon, un teatro e delle terme.
  - Monteléger
  - Montmeyran
  - Upie
  - Vaunaveys-la-Rochette
  - Cresta
  - Augusta / Aouste-sur-Sye
  - Saillans
  - Pontaix
  - Santa Croce
  - Colonia Civitas Dea Vocontiorum / Die. Nacque come capitale provinciale romana e centro di culto delle popolazioni celtiche dei Voconzi. Divenne poi la capitale di una città del Basso Impero. La costruzione dei bastioni avvenne nel III secolo e ad oggi rimane solo la porta Saint-Marcel.
  - Pont-de-Quart
  - Recoubeau
  - Luco / Luc-en-Diois. Fu capoluogo di una città dei Voconzi all'epoca della conquista romana. Perse il suo predominio nel Basso Impero, a favore della città di Die. Divenne successivamente una semplice tappa sulla Via delle Alpi.
  - Mutatio Vologatis/ Beaurières
  - Gavra Mons / Colle di Cabre
- Dipartimento delle Alte Alpi
  - Mutatio Cambono / La Beaume
  - Saint-Pierre-d'Argençon
  - Aspres-sur-Buëch. Accampamento romano (monte Eygaux)
  - Mons Seleucio / La Bâtie-Montsaléon. Agglomerato secondario e importante santuario di culti orientali (Iside, Mitra). Fece da scenario durante la battaglia tra le truppe dell'imperatore Costanzo II e dell'usurpatore Magnenzio, nel 336.
  - Mutatio Daviano / Veynes
  - La Roche-des-Arnauds
  - Vapincum / Gap. La Via delle Alpi si unisce alla Via Domitia a Gap. Prima di raggiungere il passo del Monginevro, che gli permette di valicare le Alpi, attraversa Chorges, Embrun, La Roche-de-Rame e la città di Briançon.

## «La felice distribuzione» dei corsi d'acqua
I romani approfittarono di questa via naturale di penetrazione in Gallia, ma la distribuzione dei corsi d'acqua della valle del Rodano, decantata da Strabone nella sua Geografia (IV, 1, 2), permise la creazione, sulla riva sinistra del fiume, di numerose diramazioni verso le valli:
- della Durance
- dell'Ouvèze
- dell'Eygues
- del Lez
- del Roubion
- della Drôme
- dell'Isère

## Intersezioni stradali importanti
Queste diramazioni diedero vita ad importanti crocevia come l'Ernaginum (Saint-Gabriel), nel territorio dei Tricastini, dove si congiungevano la via Domizia e quella delle Alpi Marittime, o come Vienne, da dove si poteva andare al Monginevro, a Little Saint -Bernard o a Ginevra.
Anche Valence era un crocevia relativamente importante: dalla Via delle Alpi, che partiva da Vieux Valence, si poteva, seguendo la valle della Drôme, raggiungere Gap e Briançon. È anche grazie a questa via che Giulio Cesare riuscì ad arrivare in Gallia nel 58 a.C.; la via verrà poi ampiamente utilizzata alla fine del III secolo e durante IV secolo.